# Peștera Vârfurașu
Peștera Vârfurașu (monument al naturii cunoscut și sub denumirea de Peștera cu Bănci) este o arie protejată de interes național ce corespunde categoriei a III-a IUCN (rezervație naturală de tip speologic) situată în județul Cluj, pe teritoriul administrativ al comunei Mărgău.

## Localizare
Aria naturală se află în Masivul Vlădeasa, în bazinul Văii Stanciului, la altitudinea de 1.236 m, în extremitatea vestică a județului Cluj aproape de limita teritorială cu județul Bihor, pe teritoriul vestic al  satului Mărgău. 

## Descriere
Rezervația naturală declarată arie protejată prin Legea Nr. 5 din 6 martie 2000 (privind aprobarea planului de amenajare a teritoriului național - Secțiunea a III-a -  arii protejate) și se întinde pe o suprafață de un hectar. Aceasta se suprapune ariei de protecție specială avifaunistică - Munții Apuseni - Vlădeasa.
Aria naturală reprezintă o peșteră (cavitate aflată într-un versant din bazinul superior al Văii Stanciului, pârâu ce brăzdează sectorul sudic al Munților Vlădeasa) dispusă pe trei nivele, constituită din galerii (Galeria cu Lacuri, Galeria Gábor Feri, Galeria Kömüves Pali), săli (Sala Întâlnirii, Sala Haotică, Sala Popicelor) și labirinturi, ce prezintă o mare diversitate de forme concreționare (formate din stalactite, coloane, stalagmite, baldachine, cruste, odontolite, draperii, gururi, anemolite) și scurgeri parietale de calcit. Peștera are peste 2 km lungime și este declarată monument al naturii, nefiind deschisă vizitatorilor.

## Atracții turistice
În vecinătatea rezervației naturale se află mai multe obiective de interes turistic (lăcașuri de cult, monumente istorice, zone naturale), astfel:

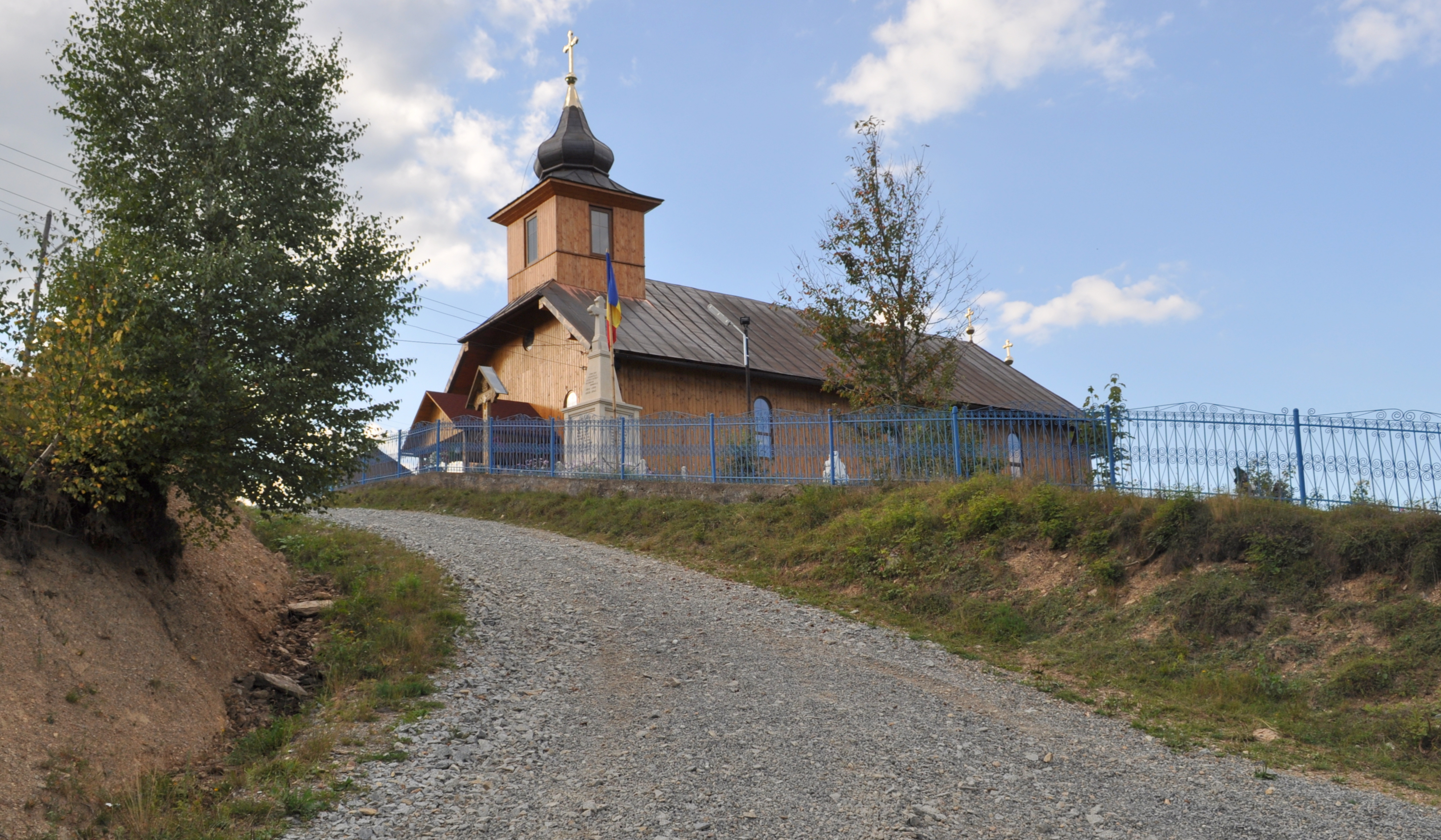
Biserica de lemn din Răchițele, comuna Mărgău

- Biserica „Sfinții Arhangheli Mihail și Gavriil"
- Biserica de lemn din Răchițele, construcție 1911
- Peștera Mare de pe Valea Firei (2 ha)
- Peștera din Piatra Ponorului (2 ha)
- Pietrele Albe (zonă peisagistică protejată)
- Cheile Văii Stanciului și Cascada Răchițele (zone peisagistice)